# Александър Осовски
Алекса̀ндър Вячесла̀вович Осо̀вски (на руски: Александр Вячеславович Оссовский) е руски музиковед.

## Биография
Роден е на 31 март (19 март стар стил) 1871 година в Кишинев, Бесарабска област, в семейството на висш държавен чиновник. През 1893 година завършва право в Московския университет, след което работи в министерството на правосъдието, но се интересува сериозно от музика, започва да пише музикална критики и учи две години в Санктпетербургската консерватория. Придобива известност като музикален критик и историк и от 1915 до 1952 година преподава в консерваторията (с прекъсване през 1918 – 1921 година, когато живее в намиращите се извън контрола на болшевиките Киев и Одеса).
Александър Осовски умира на 31 юли 1957 година в Ленинград.